# Campeonato do Mundo de Hóquei em Patins Feminino de 2008
O Campeonato do Mundo de Hóquei em Patins Feminino de 2008 é a 9ª edição desta prova. 

## Fase de Grupos
Todos os participantes se qualificam para fase seguinte, servindo esta fase para definir o alinhamento dos Oitavos de Final.

### Grupo A
| Time          | J | V | E | D | GP | GC | SG  | Pts |
| ------------- | - | - | - | - | -- | -- | --- | --- |
| Chile         | 2 | 2 | 0 | 0 | 18 | 0  | +18 | 6   |
| Inglaterra    | 2 | 1 | 0 | 1 | 5  | 10 | −5  | 3   |
| África do Sul | 2 | 0 | 0 | 2 | 1  | 14 | −13 | 0   |

|               | Chile | Inglaterra | África do Sul |
| ------------- | ----- | ---------- | ------------- |
| Chile         | —     | 9—0        | 9–0           |
| Inglaterra    | —     | —          | 5—1           |
| África do Sul | —     | —          | —             |

### Grupo B
| Time           | J | V | E | D | GP | GC | SG  | Pts |
| -------------- | - | - | - | - | -- | -- | --- | --- |
| Espanha        | 2 | 2 | 0 | 0 | 20 | 2  | +18 | 6   |
| Estados Unidos | 2 | 1 | 0 | 1 | 11 | 8  | +3  | 3   |
| Índia          | 2 | 0 | 0 | 2 | 1  | 14 | −13 | 0   |

|                | Espanha | Estados Unidos | Índia |
| -------------- | ------- | -------------- | ----- |
| Espanha        | —       | 7–1            | 13–1  |
| Estados Unidos | —       | —              | 10–1  |
| Índia          | —       | —              | —     |

### Grupo C
| Time      | J | V | E | D | GP | GC | SG  | Pts |
| --------- | - | - | - | - | -- | -- | --- | --- |
| Argentina | 2 | 1 | 1 | 0 | 32 | 0  | +32 | 4   |
| Alemanha  | 2 | 1 | 1 | 0 | 31 | 0  | +31 | 4   |
| Macau     | 2 | 0 | 0 | 2 | 0  | 63 | −63 | 0   |

|           | Argentina | Alemanha | Macau |
| --------- | --------- | -------- | ----- |
| Argentina | —         | 0–0      | 32—0  |
| Alemanha  | —         | —        | 31—0  |
| Macau     | —         | —        | —     |

### Grupo D
| Time     | J | V | E | D | GP | GC | SG  | Pts |
| -------- | - | - | - | - | -- | -- | --- | --- |
| Portugal | 2 | 2 | 0 | 0 | 7  | 1  | +6  | 6   |
| França   | 2 | 1 | 0 | 1 | 11 | 5  | +6  | 3   |
| Japão    | 2 | 0 | 0 | 2 | 1  | 14 | −13 | 0   |

|          | Portugal | França | Japão |
| -------- | -------- | ------ | ----- |
| Portugal | —        | 4–0    | 3–1   |
| França   | —        | —      | 11–1  |
| Japão    | —        | —      | —     |

## Fase Campeão
|  | Quartas de final | Quartas de final |                |           | Semifinais     | Semifinais     |  |  | Final  | Final |
|  |                  |                  |                |           |                |                |  |  |        |       |
|  | 9 Out            |                  |                |           |                |                |  |  |        |       |
|  |                  |                  |                |           |                |                |  |  |        |       |
|  | Chile            | 2                |                |           |                |                |  |  |        |       |
|  | Chile            | 2                | 10 Out         |           |                |                |  |  |        |       |
|  | Estados Unidos   | 1                |                |           |                |                |  |  |        |       |
|  | Estados Unidos   | 1                | Estados Unidos | 1         |                |                |  |  |        |       |
|  | 9 Out            |                  | Estados Unidos | 1         |                |                |  |  |        |       |
|  |                  | Portugal         | 9              |           |                |                |  |  |        |       |
|  | Portugal         | Portugal         | 9              | 3         |                |                |  |  |        |       |
|  | Portugal         |                  | 11 Out         | 3         |                |                |  |  |        |       |
|  | Alemanha         | 2                |                |           |                |                |  |  |        |       |
|  | Alemanha         | 2                | Portugal       | 1         |                |                |  |  |        |       |
|  | 9 Out            |                  | Portugal       | 1         |                |                |  |  |        |       |
|  |                  | Espanha          | 3              |           |                |                |  |  |        |       |
|  | Espanha          | Espanha          | 3              | 13        |                |                |  |  |        |       |
|  | Espanha          | 10 Out           |                | 13        |                |                |  |  |        |       |
|  | Inglaterra       | 0                |                |           |                |                |  |  |        |       |
|  | Inglaterra       | 0                | Espanha        | 2         | Terceiro lugar | Terceiro lugar |  |  |        |       |
|  | 9 Out            |                  | Espanha        | 2         | Terceiro lugar | Terceiro lugar |  |  |        |       |
|  |                  | Argentina        | 1              |           |                |                |  |  |        |       |
|  | Argentina        | Argentina        | 1              | 3         | Estados Unidos | 1              |  |  |        |       |
|  | Argentina        |                  |                | 3         | Estados Unidos | 1              |  |  |        |       |
|  | França           | 2                |                | Argentina | 8              |                |  |  |        |       |
|  | França           | 2                |                |           | 8              |                |  |  |        |       |
|  |                  |                  |                |           |                |                |  |  | 11 Out |       |
|  |                  |                  |                |           |                |                |  |  |        |       |

### 5º ao 8º lugar
|  | Etapa classificatória | Etapa classificatória |   |          | Quinto lugar | Quinto lugar |  |
|  |                       |                       |   |          |              |              |  |
|  | 10 Out                |                       |   |          |              |              |  |
|  | Chile                 | 2                     |   |          |              |              |  |
|  | Alemanha              | 1                     |   |          |              |              |  |
|  |                       |                       |   |          |              |              |  |
|  |                       |                       |   |          | 11 Out       |              |  |
|  |                       |                       |   |          | Chile        | 1            |  |
|  |                       | França                | 7 |          |              |              |  |
|  |                       |                       |   |          |              |              |  |
|  |                       |                       |   |          |              |              |  |
|  |                       |                       |   |          | Sétimo lugar |              |  |
|  | 10 Out                | 10 Out                |   | 11 Out   | 11 Out       |              |  |
|  | Inglaterra            | 0                     |   | Alemanha | 8            |              |  |
|  | França                | 8                     |   |          | Inglaterra   | 0            |  |

### 9º-12º
| Time          | J | V | E | D | GP | GC | SG  | Pts |
| ------------- | - | - | - | - | -- | -- | --- | --- |
| Japão         | 3 | 3 | 0 | 0 | 29 | 0  | +29 | 9   |
| Índia         | 3 | 2 | 0 | 1 | 12 | 4  | +8  | 6   |
| África do Sul | 3 | 1 | 0 | 2 | 5  | 8  | −3  | 3   |
| Macau         | 3 | 0 | 0 | 3 | 0  | 34 | −34 | 0   |

|               | Japão | Índia | África do Sul | Macau |
| ------------- | ----- | ----- | ------------- | ----- |
| Japão         | —     | 4–0   | 3–0           | 22–0  |
| Índia         | —     | —     | 5–0           | 7–0   |
| África do Sul | —     | —     | —             | 5–0   |
| Macau         | —     | —     | —             | —     |

### Internacional
- Mundook-Actualidade Mundial do Hóquei Patinado (em Português)
- patinslover-Actualidade Mundial do Hóquei Patinado (em Espanhol)